# Journal of Management Information Systems
Journal of Management Information Systems (ook JMIS) is een internationaal, aan collegiale toetsing onderworpen wetenschappelijk tijdschrift op het gebied van de informatiesystemen. De naam wordt in literatuurverwijzingen meestal afgekort tot J. Manag. Inform. Syst. Het wordt uitgegeven door M.E. Sharpe, Inc., en verschijnt 4 keer per jaar.